# Объединённая церковь христиан веры евангельской

Логотип ОЦХВЕ

Объединённая церковь христиан веры евангельской (ОЦХВЕ) — христианская пятидесятническая церковь, объединяющая свыше 2 тыс. общин в России, на Украине, в Армении, Белоруссии, Прибалтике, Грузии, Средней Азии, Германии и других странах. Прихожанами церкви являются более 450 тыс. человек.
Название церкви основывается на двух библейский отрывках — Фил. 1:27 и Деян. 11:26. В различное время верующие данной церкви были известны как «нерегистрированные пятидесятники», либо под именами своих руководителей — «воронаевцы», «бидашевцы», «федотовцы».

## История
Датой образования ОЦХВЕ считается 1992 год, однако сама церковь возводит свою историю к деятельности И. Е. Воронаева и А. И. Бидаша.

### Служение Воронаева
Миссионер Ассамблей Бога Иван Ефимович Воронаев прибыл в Одессу в августе 1921 года. 12 ноября 1921 года в одном из зданий Сабанского переулка было официально проведено первое богослужение новообразованной пятидесятнической церкви.
В 1924 году в городе Одессе Воронаев созвал первый областной съезд, на котором был основан «Одесский областной союз Христиан Евангельской Веры». К этому году общины воронаевского движения были основаны почти во всех областях Украины, а также в Ташкенте, на Урале и даже в Сибири. На втором съезде (2-4 сентября 1925 года) был учреждён Всеукраинский союз христиан евангельской веры. На съезде была принята резолюция о Вероучении, о праздновании христианских праздников, о молитвенных собраниях сестёр, об отношении к другим церквям, о браке и разводах, о рукоположении. В следующем году было издано «Краткое Вероучение Христиан Евангельской Веры».
К 1926 году в союз входило 250 общин и 15 тыс. верующих, в следующем году — 350 общин и 17 тыс. верующих. В 1929 году было принято законодательство о свободе совести и религиозных объединениях, значительно ограничившее свободу совести. В следующем году Воронаев и ряд других священнослужителей были арестованы и сосланы в Сибирь. Союз был фактически обезглавлен и его деятельность прекращена.

### Эпоха Бидаша
В 1942 году в оккупированных немцами Пятихатках состоялся съезд пятидесятнических служителей, на котором было провозглашено воссоздание Епископальной церкви ХВЕ. Руководителем союза стал Г. Г. Понурко, возведенный в сан епископа. В союз вошло ок. 200 общин, с общей численностью 5 тыс. человек. В следующем году к объединению присоединились ещё 152 общины с 6,6 тыс. верующих. До конца войны на епископское служение были рукоположены А. И. Бидаш и Д. И. Пономарчук.
Весной 1945 года, с возвращением советских войск на Украину, Г. Понурко был арестован. В августе 1945 года пятидесятнические служители А. Бидаш, Д. Пономарчук, И. Панько и С. Вашкевич подписали в Москве т. н. «августовское соглашение» об объединении с евангельскими христианами и баптистами в один союз. Фактически, за созданием объединения стоял Совет по делам религиозных культов СССР, который отказал признавать отдельный пятидесятнический союз. В результате слияния в общины ЕХБ влилось ок. 40 тыс. пятидесятников.
Однако, уже в следующем году часть пятидесятнических лидеров заявили о выходе из объединения. В Киеве, под руководством А. Бидаша, В. Белых и И. Левчука было созвано совещание служителей, несогласных с августовским соглашением. В 1948 году в Днепродзержинске состоялось второе расширенное совещание служителей ХВЕ, на котором фактически было провозглашено создание отдельного союза. Сразу же после окончания съезда все его 16 участников были арестованы и позже приговорены к различным срокам тюремного заключения. Однако арест лидеров не остановил выход пятидесятнических общин из союза ЕХБ.
В 1955-56 годах, с началом хрущевской оттепели и возвращением из тюрем значительного числа служителей, деятельность союза независимых пятидесятников вновь была восстановлена. 15-20 августа 1956 года харьковский съезд служителей ХВЕ провозгласил «существующим и независимым нерегистрированный союз ХВЕ». На съезде также было утверждено «Краткое вероучение Христиан Веры Евангельской, которые находятся в СССР», изданное И. Воронаевым в 1926 году и доработанное А. Бидашом. В том же 1956 году на епископское служение были рукоположены В. И. Белых и И. А. Левчук.
Начальствующим епископом союза был А. Бидаш, некоторое время (в 1957-67 годах) руководивший братством, находясь в заключении. Территория Советского Союза была разделена на 38 регионов, отдельными регионами были Беларусь, Армения, Молдавия, области России и Украины. К 1967 году Бидашом был сформирован Совет епископов с Правлением и Начальствующим епископом. Впоследствии, группа Бидаша именовалась Киевским епископатом. В 1972 году на епископское служение в России был рукоположён и введен в Совет епископов И. П. Федотов. В последние годы жизни Бидаш отошёл от управления братством, на Совете епископов поочерёдно председательствовали находящиеся на свободе епископы.
В 1968 году советскими властями пятидесятникам было предоставлено право автономной регистрации, при условии отказа от «непонятных светскому обществу обрядов» — крещения Духом Святым со знамением говорения на иных языках. Большая часть т. н. «нерегистрированных» пятидесятников отказалась от права автономной регистрации.
В 1978 году, со смертью Бидаша руководство союзом переходит В. И. Белых.

### Объединение 1992 года
В 1981 году епископ И. Федотов был в третий раз арестован и осуждён на 5 лет заключения. В его отсутствии в братстве незарегистрированых пятидесятников окончательно назревает раскол, связанный с оценкой т. н. «таллинского пробуждения». Вплоть до 1992 года незарегистрированные пятидесятники не имели единого управления, фактически распадаясь на «киевское братство» и «московское братство».
13-17 мая 1992 года в Москве, во время христианской конференции, организованной Карлом Ричардсоном из Церкви Бога, было провозглашено единство незарегистрированного братства ХВЕ в государствах бывшего Советского Союза.
В последующие годы к объединению присоединились другие группы и национальные союзы. В 2010 году в ОЦХВЕ вошла малая группа из Азиатского братства в составе двух епископов (Владимира Куца и Владимира Головина) и их сторонников.

## Современное состояние
Высшим органом управления ОЦХВЕ является Съезд епископов церкви (Съезд ОЦХВЕ), проводимый раз в 2-3 года. Съезд избирает Правление совета епископов, начальствующего епископа и его заместителя.
1-2 августа 1992 году в Москве состоялся первый съезд ОЦХВЕ, принявший новое название: «Объединённая церковь христиан веры евангельской». Съезд избрал начальствующим епископом ОЦХВЕ В. И. Белых, а его заместителем — И. П. Федотова.
В 1997 году на состоявшемся в г. Малоярославце втором съезде ОЦХВЕ повторилось их избрание: Виктор Белых был избран начальствующим епископом ОЦХВЕ, а Иван Федотов — заместителем начальствующего епископа ОЦХВЕ.
Третий съезд ОЦХВЕ прошёл в 1999 году в Рыбнице, Молдова.
В 2001 году, после смерти В. Белых, начальствующим епископом ОЦХВЕ стал Иван Федотов.
Четвёртый съезд служителей ОЦХВЕ состоялся в 2002 году в Виннице, Украина. В том же городе прошел пятый съезд в 2005 году и шестой съезд в 2008 году.
В 2011 году, после смерти Федотова, руководителем объединения на съезде ОЦХВЕ был избран епископ Георгий Бабий. В том же году в Краснодаре прошел седьмой съезд ОЦХВЕ.
В 2020 году, после смерти Мирошина, Главой совета Епископов ОЦХВЕ в России, был избран епископ Ноздрин Владимир Владимирович.

### Численность верующих
Объединённая церковь христиан веры евангельской насчитывает свыше 2 тыс. общин.
Крупнейшим национальным союзом, входящим в ОЦХВЕ, является ОЦХВЕ Украины. Численность верующих украинского братства неуклонно растёт. Так, в 1996 году на Украине проживало 40 тыс. членов церкви (400 церквей), в 2000 — 50 тыс. (500 церквей), в 2006 году — 70 тыс. (700 церквей). В 2010 году ОЦХВЕ Украины объединяла 80 тыс. крещённых членов церкви в 800 церквах. В украинских церквах действует более 300 воскресных школ. В 2010 году общее число прихожан ОЦХВЕ Украины оценивалось в 195 тыс. человек.
В России, по данным издания «Операция мир» в 2010 году прихожанами ОЦХВЕ являлись 180 тыс. человек; из этого числа лишь 60 тыс. были крещёнными членами церкви. В 2014 году в России действовало 500 общин ОЦХВЕ. Церковь традиционно не регистрирует свои общины в государственных органах; юридические вопросы братства в России представляет Российская ассоциация миссий христиан веры евангельской (РАМХВЕ).
Значительное число верующих ОЦХВЕ проживает в Армении. На четвёртой конференции ОЦХВЕ в 2002 году сообщалось о 20 тыс. крещённых членах армянской церкви и ещё 20 тыс. прихожанах. Впоследствии число прихожан церкви немного сократилось (до 35 тыс. в 2010 году).
Число верующих ОЦХВЕ в Белоруссии в 2010 году оценивалось в 18 тыс. (из которых 9 тыс. — члены церкви). Преимущественно русскоязычные общины ОЦХВЕ имеются в Грузии, странах Прибалтики и Средней Азии. Несколько десятков общин русскоязычных пятидесятников-эмигрантов действуют в Германии.

### Образование в ОЦХВЕ
С мая 1993 года до середины 2000-х годов базовым образовательным центром братства был Рыбницкий библейский колледж. За это время в колледже прошли обучение более 7 тыс. человек.
В 2005 году в Виннице открылась Украинская теологическая семинария, ставшая первым высшим учебным заведением ОЦХВЕ. Чуть позже, на базе библейского колледжа в Кривом Роге был открыт Криворожский библейский институт.
Ряд библейских колледжей действует и в других городах — в Черкассах, Броварах, Минске, Новочебоксарске (Средне-волжский библейский колледж) и др.

## Видео
- "История пятидесятников в Советской России, гонения " (аудио запись) Белых Виктор Иванович
- 2й съезд нерегистрированных ХВЕ